# 베누스티아노 카란사
베누스티아노 카란사 데라가르사(Venustiano Carranza de la Garza, 1859년 12월 29일 ~ 1920년 5월 21일)는 멕시코의 대통령 중의 한명이다.

## 혁명 이전
1859년 멕시코 코아우일라주의 쿠아트로 신니가스 마을에서 중산층 가족의 아들로 태어났는데 키 193cm로 장신이다. 그의 아버지 헤수스 카란사는 개혁 전쟁에 참전해 인디언들과 맞서 싸운 농장 주인이었다. 이후 예수 카란사는 프랑코-멕시코 전쟁에도 참전해 대령이 되었다가 코아우일라에서 베니토 후아레스와 접촉했다.
카란사는 살티요에서 공부해 1874년 멕시코시티의 국립 학교에 갔고 이후 고향으로 돌아와 농장을 경영하며 1882년 버지니아 살리나와 결혼해 딸 2명을 낳았다. 1887년 친구 베르나르 레이즈의 권유로 선거를 치러 불과 28세의 나이에 쿠아트로 신니가스 마을의 시장이 되었다.
1893년 코아우일라에서 독재자 포르피리오 디아스의 지지자이던 마리아 호세 가르자 갈란의 재선에 반대하는 무장 반란이 일어나자 동생 에밀리오 카란사와 함께 참여하지만 포르피리오 디아스는 특사를 파견해 상황을 수습했고 1894년 ~ 1898년까지 쿠아트로 신니가스의 2선 시장을 지냈다.
1909년 쿠아우일라 주지사 선거에 도전했고 1910년 새 대통령 프란시스코 I. 마데로의 선거 운동을 후원하여, 1911년 8월 쿠아우일라 주지사로 당선되었다. 하지만 마데로와의 관계가 악화되어 마데로에 반하는 반란까지 계획했다.

## 제 2차 혁명
1913년 2월 마데로는 다른 무장 세력들이 일으킨 비극의 열흘이란 쿠데타로 처형당하고 군인 출신의 독재자 빅토리아노 우에르타가 새 대통령이 되자 이에 반해 반란을 일으키면서 본격적인 멕시코 혁명이 시작되었다. 하지만 1913년 3월 초 과달루페 지역에서 정부군에 크게 패한 뒤 혁명은 일시적으로 중단되었다.
이에 파블로 곤살레스 카란사, 파블리오 나트라, 알바로 오브레곤과 다시 혁명군을 지휘하였고 우에르타 정부는 미국의 베라크루스 점령 등 큰 혼란을 겪다가 1914년 8월 15일 우에르타의 마지막 군대가 오브레곤에게 항복하고 8월 20일 카란사가 멕시코시티에 입성하면서 우에르타 정부는 붕괴되었다.

## 혁명 이후
하지만 같은 혁명군 동료이던 판초 비야, 디바 델 노르테, 에밀리아노 사파타 등과 충돌을 일으켜 그들이 다시 반란을 일으키면서 멕시코 혁명은 계속되었고 1915년 셀라야 전투에서 오브레곤이 비야를 격파해 권력을 상승시켰다.
이후 토지 개혁과 사법 개혁, 경제 개방 등 여러 정책을 시행하였고 1916년 새 멕시코 헌법 협약을 맺어 1917년 5월 멕시코의 대통령이 되었다. 그의 통치 동안 멕시코의 현재 헌법이 초안되었으나 아직 남은 혁명군들이 곳곳에서 반란을 일으켰고 그 동안의 개혁 정책이 실패해 경제가 무너지고 국가 식량 부급의 파괴, 광범위한 질병이 뒤따랐다.
이에 대항해 비야와 사파타 토벌에 집중했고 1917년 1월 제1차 세계 대전 동안 독일의 외무장관 #아서 치머만이 멕시코의 참전을 설득했으나 카란사는 이를 거절했다. 1919년 사파타를 처형하는 데 성공했지만 1920년 자신의 지지자이던 알바로 오브레곤과 플루타르코 엘리아스 칼레스, 아돌포 데 라 후에르타 등이 군대를 이끌어 "후계자가 일반 시민이다"라는 그의 주장에 분개해 반란을 일으켰다.

## 최후
1920년 5월 21일 결국 멕시코시티에서 도망쳐 베라크루스로 가던 중 그의 심복의 배반으로 시에라 노르테드 푸에블라에서 암살 당했다.

## 같이 보기
- 멕시코의 국가원수 목록
- 멕시코 혁명